# 阿爾塔德科馬萊斯比埃內斯山
42°35′28″N 0°48′30″E / 42.59111°N 0.80833°E

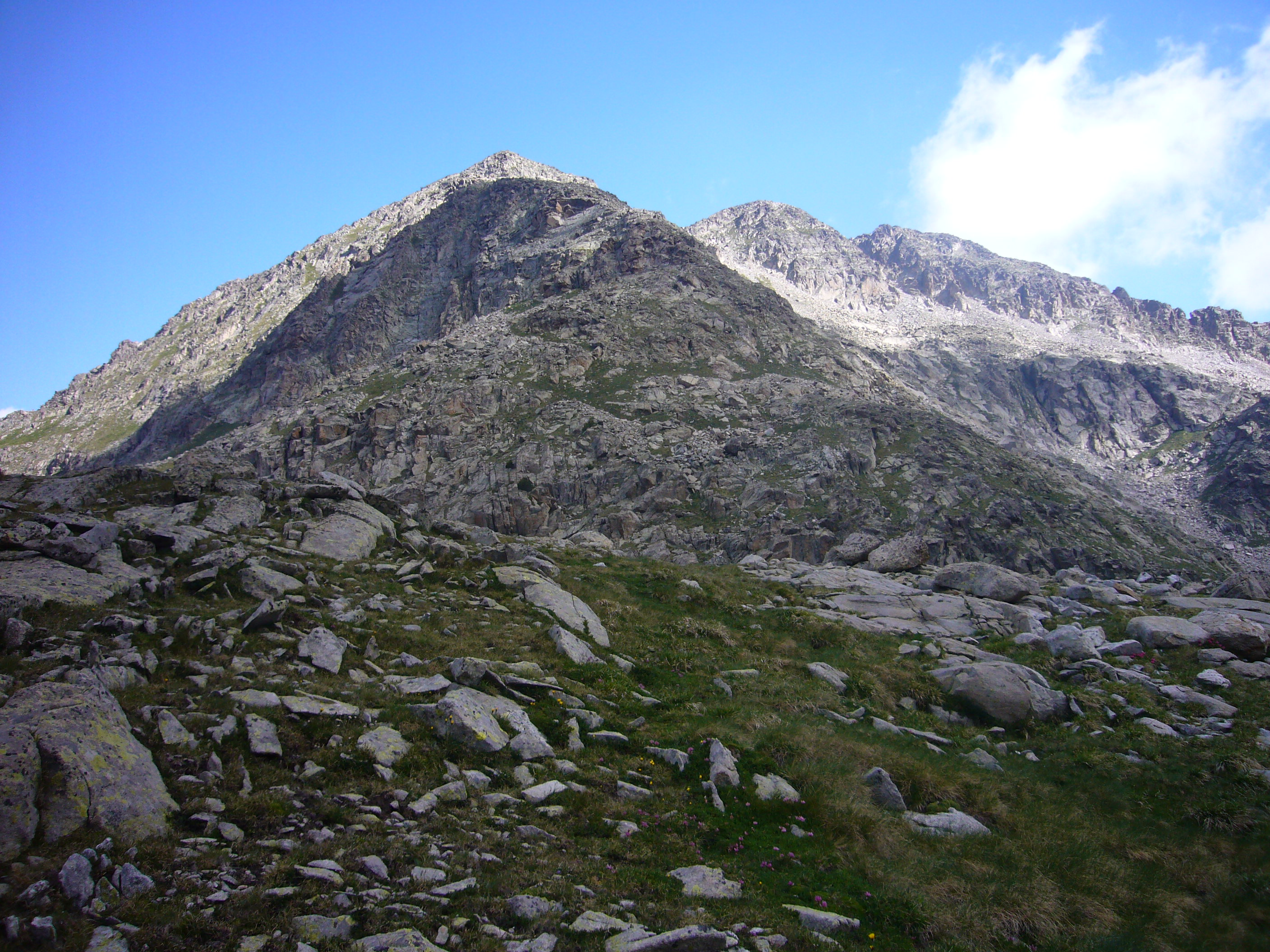

阿爾塔德科馬萊斯比埃內斯山（西班牙語：Punta Alta de Comalesbienes），是西班牙的山峰，位於該國東北部加泰羅尼亞的列伊達省，屬於比利牛斯山的一部分，海拔高度3,014米，人類在1880年夏季首次登頂。